# Sindre Walle Egeli
Sindre Walle Egeli (Larvik, Noruega, 21 de junio de 2006) es un futbolista noruego que juega como delantero en el F. C. Nordsjælland de la Superliga de Dinamarca.

## Trayectoria
Nacido en Larvik, pasó su carrera juvenil entre las academias de Nanset IF y Sandefjord Fotball. En su debut con el Sandefjord 2, marcó los cinco goles de la victoria por 5-0 contra el Teie IF en la 4. división. Fue un delantero increíblemente prolífico en las categorías juvenil y reserva, y se le comparaba con el también futbolista noruego Erling Haaland.
En febrero de 2022 se anunció que se trasladaría a Dinamarca para incorporarse a la academia del F. C. Nordsjælland, equipo de la Superliga de Dinamarca.

## Selección nacional
Ha representado a Noruega en las categorías sub-15 y sub-16. Continuó su prolífica trayectoria con ambas selecciones y marcó un hat-trick en seis minutos contra Armenia en la fase de clasificación para el Campeonato Europeo Sub-17 de la UEFA 2023.

## Vida personal
Es hermano del también futbolista profesional Vetle Walle Egeli.

## Estadísticas

### Clubes
Actualizado al último partido disputado el 12 de noviembre de 2025.
| Club                         | Div.          | Temporada     | Liga  | Liga  | Liga   | Copas nacionales | Copas nacionales | Copas nacionales | Copas internacionales | Copas internacionales | Copas internacionales | Total | Total | Total  |
| Club                         | Div.          | Temporada     | Part. | Goles | Asist. | Part.            | Goles            | Asist.           | Part.                 | Goles                 | Asist.                | Part. | Goles | Asist. |
| ---------------------------- | ------------- | ------------- | ----- | ----- | ------ | ---------------- | ---------------- | ---------------- | --------------------- | --------------------- | --------------------- | ----- | ----- | ------ |
| F. C. Nordsjælland Dinamarca | 1.ª           | 2023-24       | 3     | 0     | 0      | 1                | 0                | 0                | 0                     | 0                     | 0                     | 4     | 0     | 0      |
| F. C. Nordsjælland Dinamarca | 1.ª           | 2024-25       | 29    | 8     | 4      | 2                | 0                | 1                | 0                     | 0                     | 0                     | 31    | 8     | 5      |
| F. C. Nordsjælland Dinamarca | Total club    | Total club    | 32    | 8     | 4      | 3                | 0                | 1                | 0                     | 0                     | 0                     | 35    | 8     | 5      |
| Total carrera                | Total carrera | Total carrera | 32    | 8     | 4      | 3                | 0                | 1                | 0                     | 0                     | 0                     | 35    | 8     | 5      |